# Beatboxing
Beatboxing anvendes indenfor hiphop, hvor man med sin egen stemme (stemmebånd, mundhule, læber og tunge) genskaber den lyd, som en tromme (nogle gange selv basgang og sang), kan afstedkomme. En af de mest kendte beatboxere er Rahzel, som var den første til at synge og beatboxe samtidigt. Netop den sang blev en af de mest kendte indenfor beatboxing, og er en coverversion af "If Your Mother Only Knew", oprindeligt udført af sangeren Aaliyah.
I Danmark er beatbox ikke særlig udbredt i sammenligning med lande såsom USA, Storbritannien og Frankrig. Beatboxere benytter sig ikke kun af beatboxing i sit kunstneriske udtryk for at genskabe trommer og bas, men benytter sig også af at scratche samt andre dj-teknikker for at genskabe hele sange.